# Ясногорське міське поселення
Я́сного́рське міське поселення (рос. Ясногорское городское поселение) — міське поселення у складі Олов'яннинського району Забайкальського краю Росії.
Адміністративний центр та єдиний населений пункт — селище міського типу Ясногорськ.

## Населення
Населення міського поселення становить 6622 особи (2019; 8873 у 2010, 9747 у 2002).